# باولا أميرة البرازيل
بولا أميرة البرازيل (بالبرتغالية: Paula Mariana de Bragança‏) (17 فبراير 1823 - 16 يناير 1833) أميرة برازيلية فهي الإبنه الثالثة لبيدرو الأول إمبراطور البرازيل وماريا ليوبولدينا من النمسا.